# Aloe glauca
Aloe glauca es una  especie de Aloe nativa de  Sudáfrica.

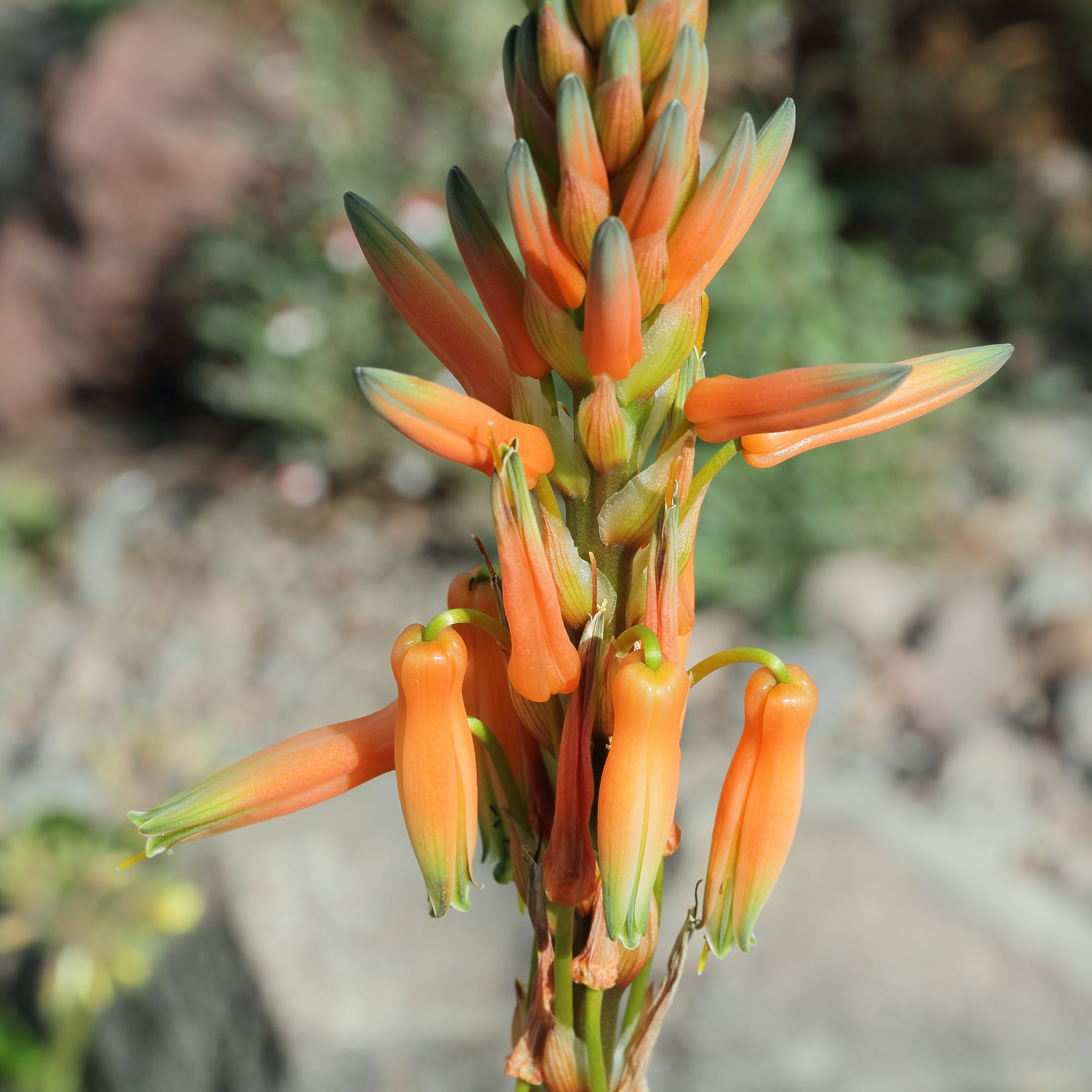
Inflorescencia.

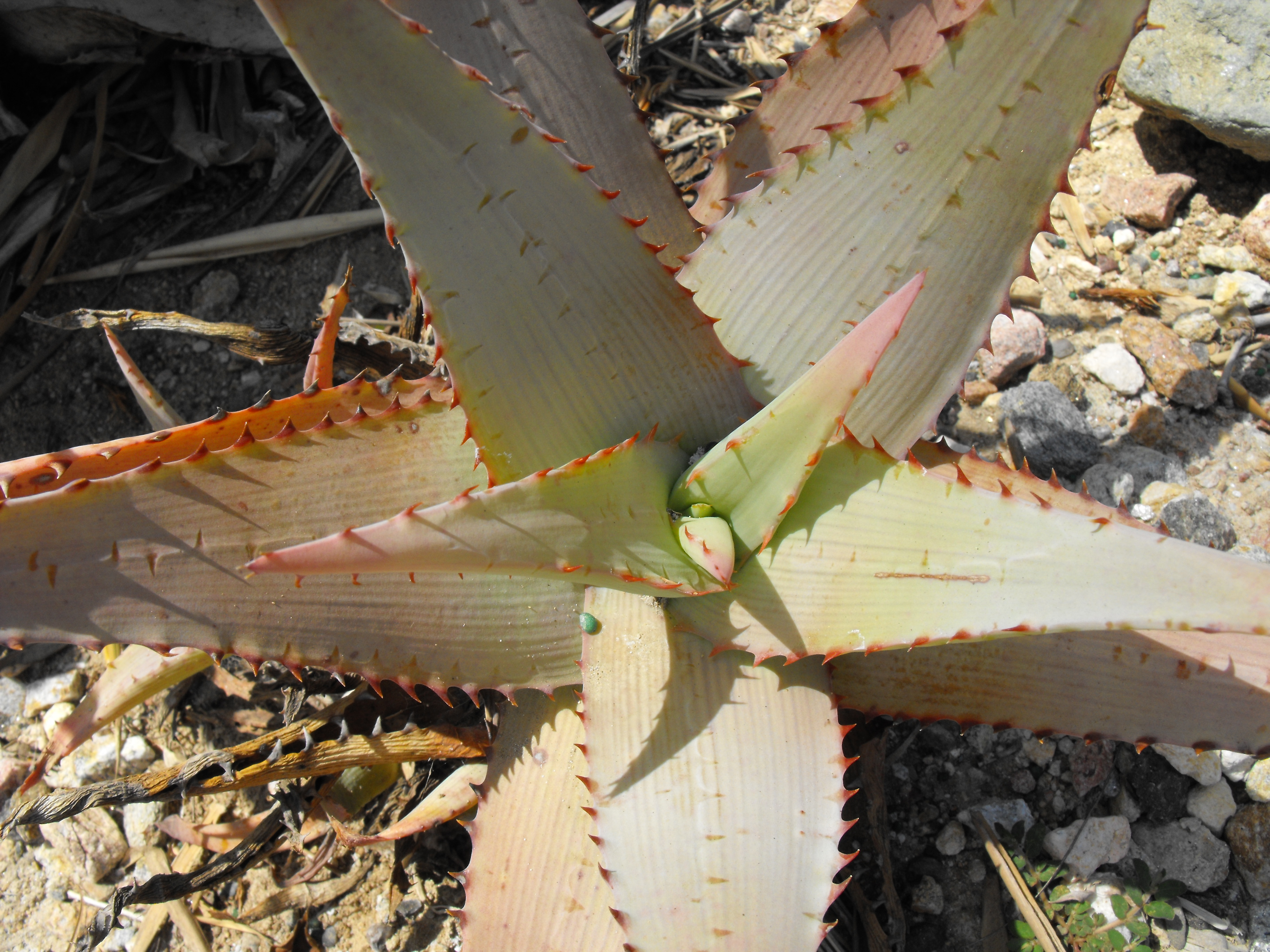
Detalle de las hojas.

## Descripción
Es una planta suculenta usualmente solitaria, de tallo corto, el cual mide 30-60 cm de altura excluyendo la inflorescencia. Tiene unas 30-40 hojas, lanceoladas, de 250-400 x 70-150 mm, la superficie superior plana o ligeramente canalizada, y la superficie inferior convexa, muy glaucas con tenues líneas longitudinales. La inflorescencia se presenta en forma de un racimo simple, con pedúnculo de 0.5-1.0 m de largo, brácteas ovado-deltoides.

## Distribución
Aloe glauca es endémica del Cabo del Norte y del Oeste, donde por lo general se encuentra en los suelos arcillosos de montaña, pero también se sabe que se producen en la vegetación de los alrededores de Laingsburg karoo.

## Hábitat
En esta especie el tallo es menor que en Aloe lineata y está a menudo postrada. Las hojas son glaucas, no brillantes o amarillo-verdosas, y con un color sólido. Los racimos de A. glauca son cilíndricos con ápices redondeados, mientras que los de A. lineata son de forma cónica con ápices agudos. Aloe comosa es una planta mucho más alta con una inflorescencia de flores muy alta en la que las anteras y estilos son más exertos que en A. glauca.

## Taxonomía
Aloe glauca fue descrita por Philip Miller y publicado en  Fl. Pl. Africa 26: 1016, en el año 1947.
Etimología
Aloe: nombre genérico de origen muy incierto: podría ser derivado del griego άλς, άλός (als, alós), "sal" - dando άλόη, ης, ή (aloé, oés) que designaba tanto la planta como su jugo - debido a su sabor, que recuerda el agua del mar. De allí pasó al Latín ălŏē, ēs con la misma aceptación, y que, en sentido figurado, significaba también "amargo". Se ha propuesto también un origen árabe, alloeh, que significa "la sustancia amarga brillante"; pero es más probablemente de origen complejo a través del hébreo: ahal (אהל), frecuentemente citado en textos bíblicos.
glauca: epíteto latín que significa "de color verde azulado".
Sinonimia
- Aloe glauca var. elatior Salm-Dyck
- Aloe glauca var. humilior Salm-Dyck
- Aloe glauca var. major Haw.
- Aloe glauca var. minor Haw.
- Aloe glauca var. muricata (Schult.) Baker
- Aloe glauca var. spinosior Haw.
- Aloe muricata Schult.
- Aloe perfoliata var. glauca (Mill.) Aiton
- Aloe rhodacantha DC.[9][3]